# Timotschanen
Die Timotschanen (lat. Timociani) waren ein südslawischer Stamm und lebten im 9. Jahrhundert im heutigen Serbien. Die Timotschanen siedelten am Timok (lat. Timacus) in der Provinz Moesia superior oder auch Obermösien (heutiges Serbien).

## Geschichte
Im Zuge der bulgarischen Expansion kam es dort um 814/815 zu Eroberungsfeldzügen und Christenverfolgungen, wobei es auch zu christlichen Martyrien sowie Massakern an Gefangenen kam. Die Timotschanen wurden 818 erstmals erwähnt, als eine Gesandtschaft von ihnen in Begleitung des Fürsten Borna bei Kaiser Ludwig dem Frommen um Schutz gegen die Bulgaren ersuchte. 819 unterstützten die Timotschanen Fürst Ljudevit von Unterpannonien in dessen Rebellion gegen die Oberherrschaft des Fränkischen Reiches.
827 eroberte Khan Omurtag während seines Angriffs auf das Fränkische Reich das neue Siedlungsgebiet der Timotschanen und machte die Provinz dem Bulgarischem Reich tributpflichtig. Zu diesem Zeitpunkt befand sich das Bulgarische Reich auf dem Zenit seiner Macht. Im 12. Jahrhundert wurden die Timotschanen noch einmal in einem bulgarischen Text erwähnt.